# Old Street (stacja kolejowa)
Old Street – podziemna stacja kolejowa położona w dzielnicy Islington w Londynie. Powstała w 1901 jako stacja metra, w 1904 włączono ją również do sieci kolejowej. Leży na trasie linii metra Northern Line oraz linii kolejowej Northern City Line, aktualnie obsługiwanej przez przewoźnika First Capital Connect. Rocznie korzysta z niej ok. 20 mln pasażerów, w tym ok. 19,2 mln z części obsługiwanej przez metro i ok. 828 tysięcy z części kolejowej. W systemie londyńskiej komunikacji miejskiej, należy do pierwszej strefy biletowej.